# Saint-Viance
Saint-Viance este o comună în departamentul Corrèze din centrul Franței. În 2009 avea o populație de 1.662 de locuitori.

## Evoluția populației
| An        | 1975 | 1982  | 1990  | 1999  | 2006  | 2009  |
| --------- | ---- | ----- | ----- | ----- | ----- | ----- |
| Populație | 847  | 1.061 | 1.407 | 1.413 | 1.573 | 1.662 |